# Rune Cederlöf
Ernst Rune Cederlöf, född den 2 april 1922 i Stockholm, död där den 12 oktober 1993, var en svensk forskare.
Cederlöf promoverades till filosofie doktor vid Stockholms universitet 1967. Han var docent i sociologi där 1967–1970 och i epidemiologisk metod vid Karolinska institutet 1970–1981. Cederlöf var enhetschef och professor på epidemiologiska enheten vid Statens miljömedicinska laboratorium 1981–1987. Han publicerade skrifter i epidemiologi. Cederlöf vilar på Norra begravningsplatsen utanför Stockholm.